# Сморгонский агрегатный завод
ОАО «Сморгонский агрегатный завод» — промышленное предприятие, расположенное в городе Сморгонь Гродненской области Белоруссии, производитель техники для сельского и коммунального хозяйства. Входит в состав холдинга «МТЗ-ХОЛДИНГ». На предприятии работает около 1200 человек.

## История

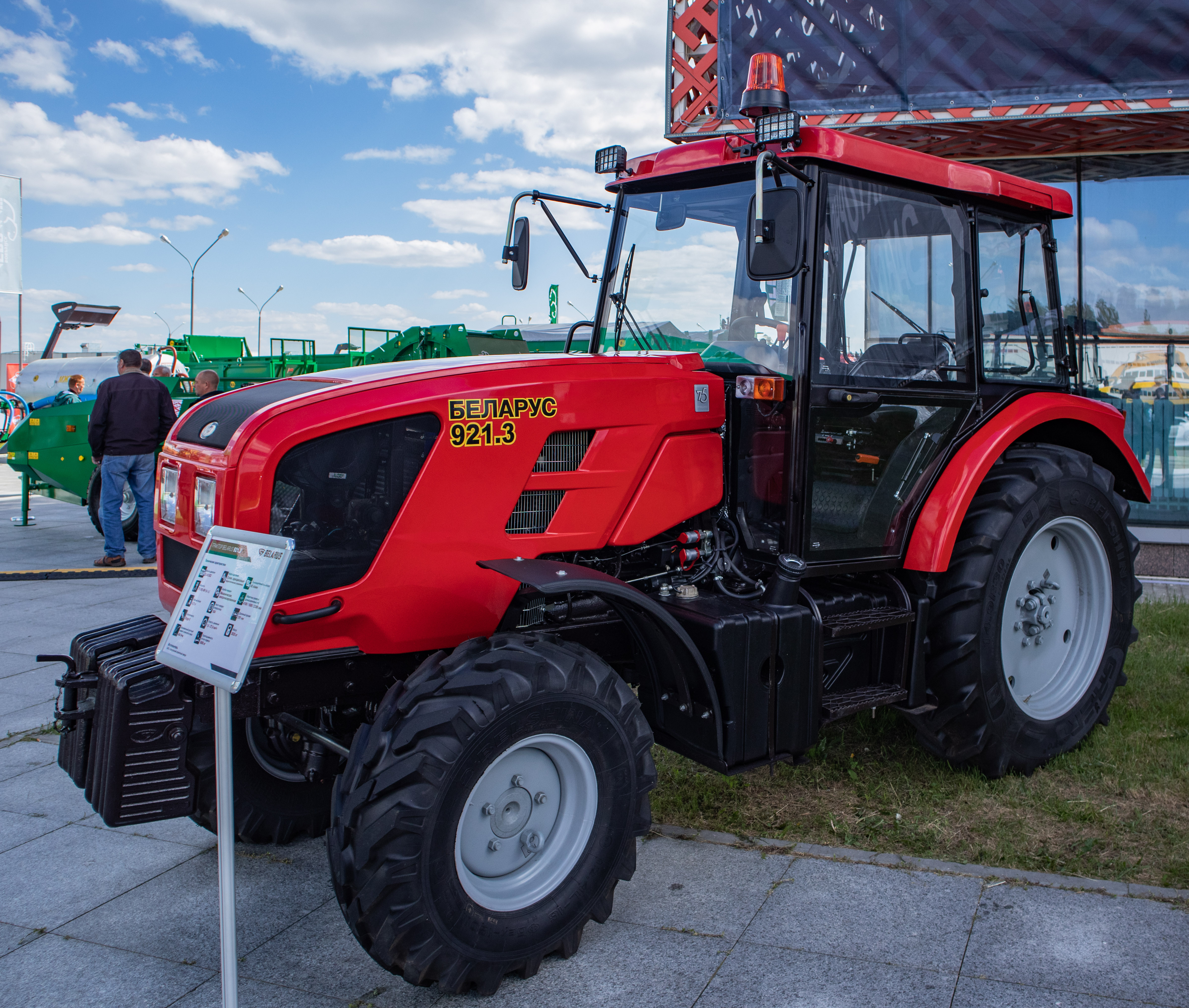
Беларус 921.3

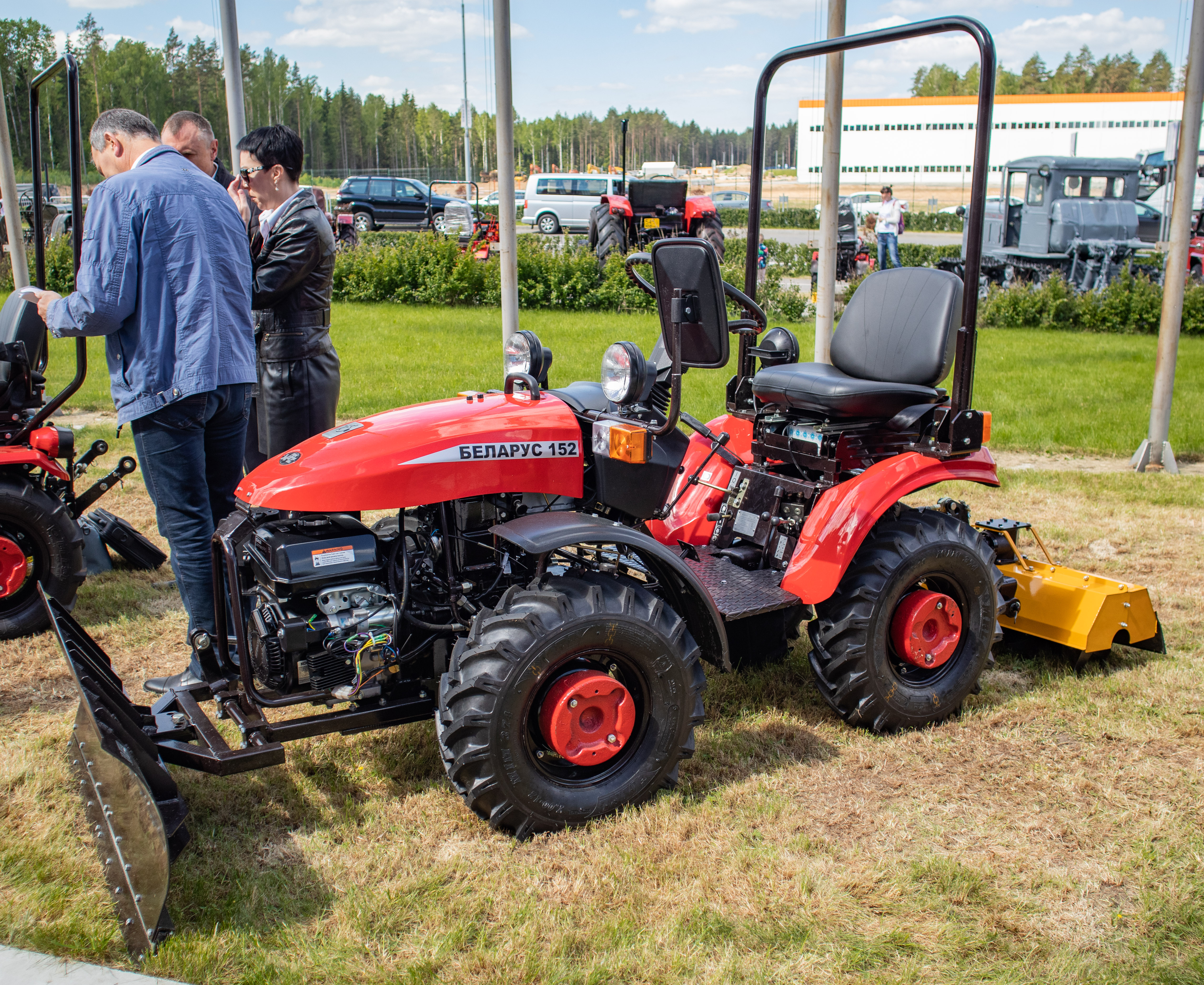
Беларус 152

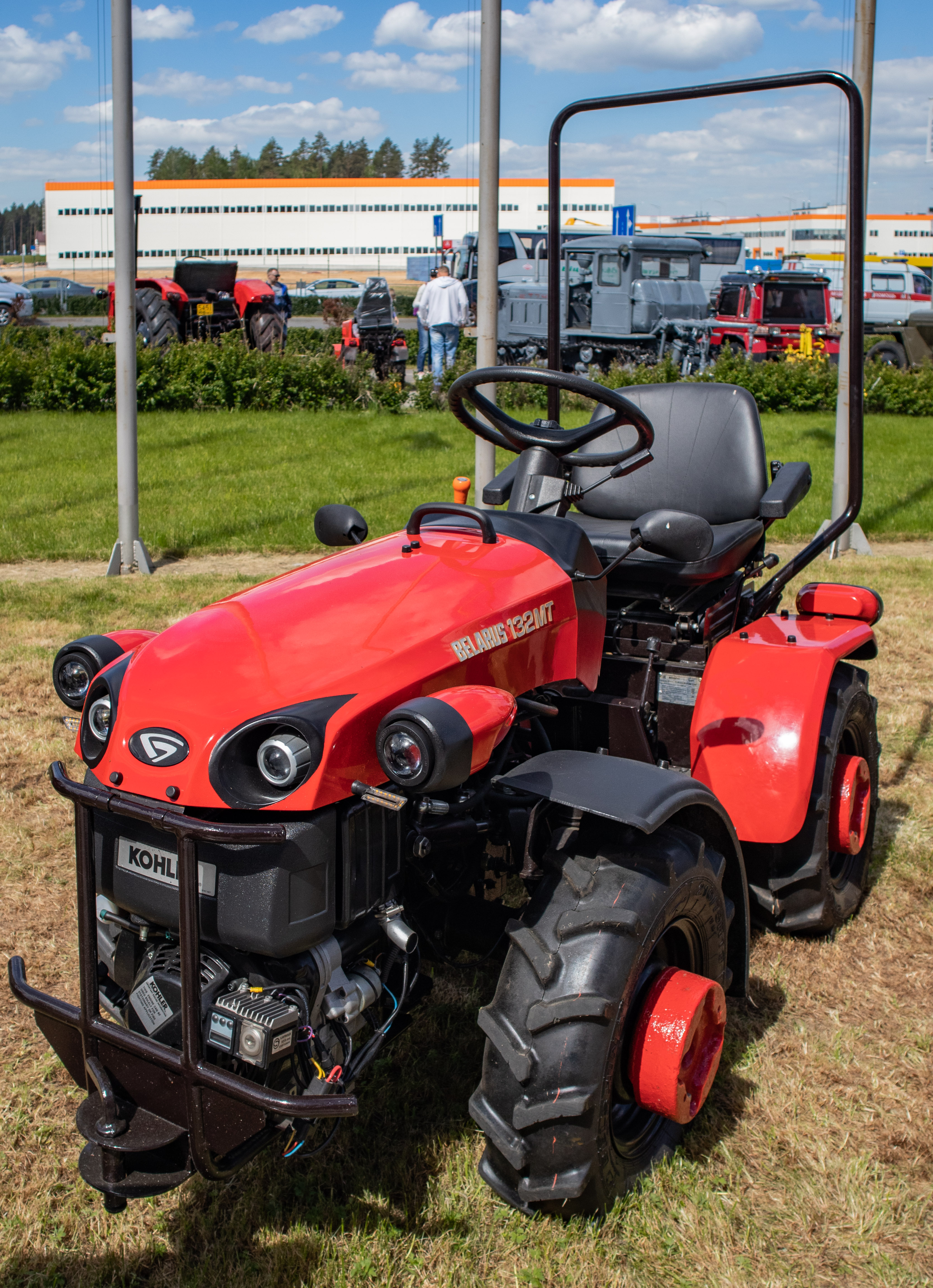
Беларус 132MT

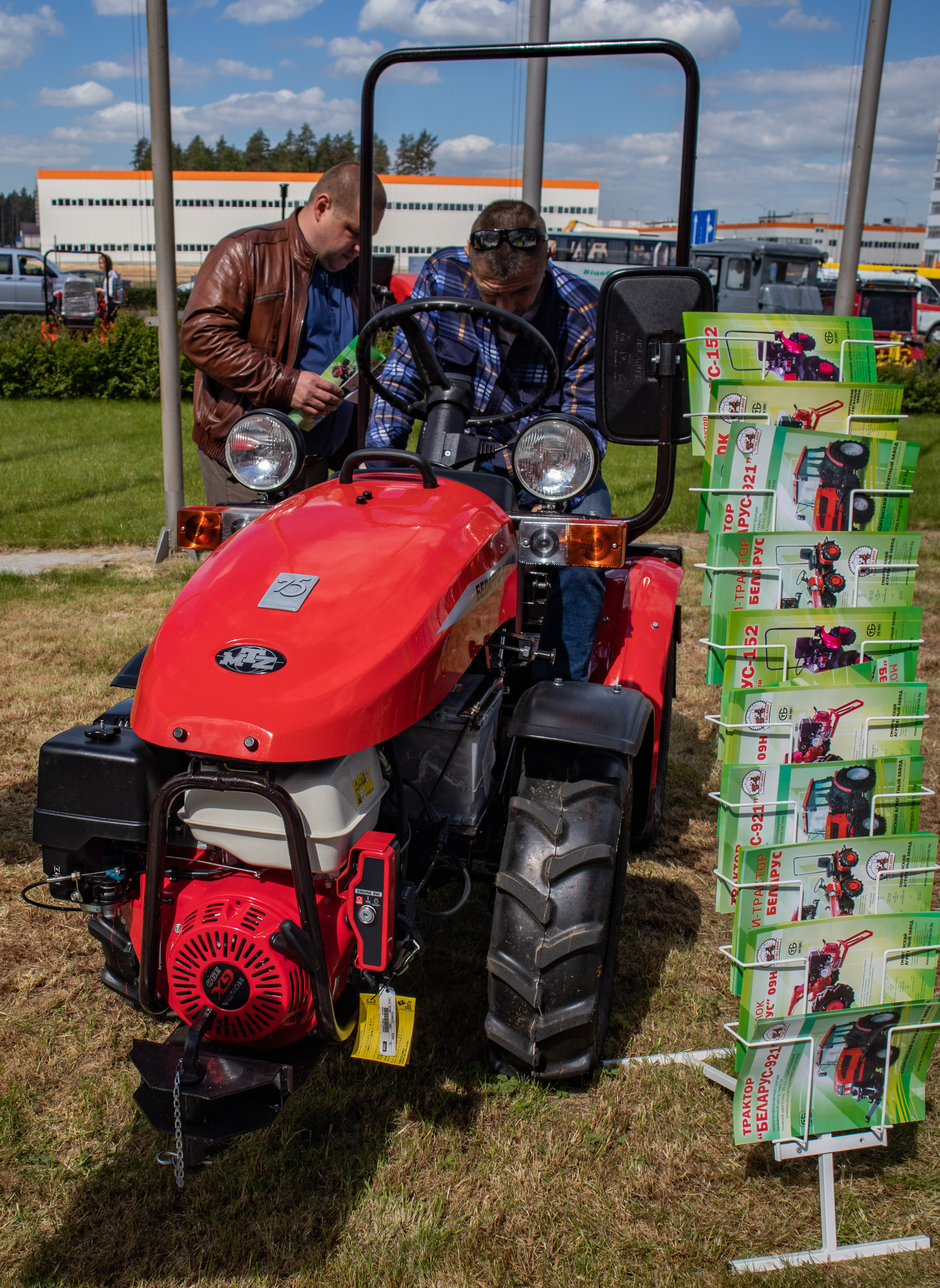
Беларус 112H-01

Решение о строительстве в Сморгони филиала Минского тракторного завода было принято в мае 1982 года. Согласно проекту был запланирован промузел общей площадью 385 гектаров (в том числе 230 гектаров производственных площадей) с числом занятых свыше 7 тысяч человек. Филиал предназначался для выпуска сложных агрегатов, узлов и дополнительного оборудования к тракторам МТЗ, а также товаров народного потребления, инструмента, технической оснастки и нестандартного оборудования. Кроме того, часть производственных мощностей была ориентирована на нужды военно-промышленного комплекса. В связи со строительством завода город Сморгонь был выделен в отдельную административную единицу областного подчинения — предполагалось, что к 2000 году его население вырастет до 100 тысяч человек. Строительство началось в феврале 1985 года. Днём основания завода считается 27 июня 1986 года, когда была организована дирекция строящегося филиала. В 1987 году началось формирование вспомогательных цехов и участков. Одновременно со строительством производственных объектов выполнялась и широкая социальная программа — на северо-западе Сморгони, рядом с деревней Корени, было начато строительство жилого микрорайона для работников завода.
После распада СССР прекратилось финансирование строительства из союзного бюджета, и в 1993 году строительно-монтажные работы были практически остановлены — к этому времени на предприятии работал 2171 человек, было введено в эксплуатацию только 33 % проектных площадей, прекращено строительство объектов социального назначения. Коллектив завода начал сокращаться из-за уменьшения выпуска товарной продукции. Во многом это было обусловлено трудностями с закупкой материалов, запчастей и комплектующих, затратами на содержание котельной, незаконченной установкой оборудования, незавершённым строительством, огромными площадями заводской территории, за которые нужно было платить большие налоги. Все эти причины в условиях экономического кризиса сделали невозможным дальнейшее развитие предприятия в былом направлении.
В 1990-е Сморгонский филиал стал для МТЗ вспомогательным цехом, куда было переведено производство ряда узлов и агрегатов, а также выпуск мини-тракторов и мотоблоков. Кроме того, филиал производил более 30 видов деталей для автомобильной и тракторной техники. Завод прошёл существенную модернизацию и реорганизацию, стал самостоятельным предприятием, получив в 2000 году своё нынешнее название. Номенклатура производимой продукции расширилась за счёт освоения выпуска полного комплекта навесного и прицепного оборудования к мини-технике, сельскохозяйственного оборудования к энергонасыщенным тракторам МТЗ. По состоянию на 1 января 2004 года на заводе работало 1215 человек. В 2008 году создан участок сборки садоводческих тракторов «Беларус-921» и его модификаций.
В 2016 г. открытое акционерное общество «Сморгонский агрегатный завод» является крупнейшим предприятием, расположенным на территории Сморгонского района. На предприятии работают 1102 работников, занимаемая площадь составляет 79 га.
В 2016 г. ОАО «Сморгонский агрегатный завод» специализируется на выпуске малогабаритной техники: мотоблоков «Беларус-09Н» и мини-тракторов «Беларус-132Н», «Беларус-152» с полной гаммой дополнительного оборудования к ним для выполнения различных сельскохозяйственных и коммунальных работ с навесными, полунавесными, прицепными и стационарными машинами и орудиями. Также на предприятии изготавливаются плуги полунавесные и оборотные, шести, семи, восьми и девятикорпусные, навесное оборудование для производства коммунальной и уборочно-погрузочной техники на базе тракторов «Беларус», садовые трактора Беларус-921 и его модификации, узлы и детали для тракторов «Беларус», поставляемые на головной конвейер Минского тракторного завода.

## Производство
Основные производственные мощности расположены в 8 км северо-западнее города Сморгонь. Координаты: . С городом завод соединён скоростной автодорогой, которая переходит в проспект Индустриальный. От станции Сморгонь к производству протянута железнодорожная ветка.
Предприятие представляет собой крупный производственный комплекс с развитой инфраструктурой. Цеха: механообрабатывающий, сборочно-сварочный, литейно-заготовочный, прессовый, нестандартного оборудования и оснастки, инструментальный и нормалей. Оснащёно современными металлорежущими станками, в том числе агрегатными с программным управлением, прецизионными; автоматизированными сварочными комплексами с манипуляторами, разнообразными сборочными приспособлениями; пресс-формами для производства деталей со сложной геометрией из конструкционных, порошковых, металлополимерных и пластмассовых материалов. Для обеспечения ускоренных проектирования и испытаний узлов новой техники создано исследовательское производство с широким использованием систем проектирования и моделирования, контрольно-измерительной аппаратуры для определения оптимальных эксплуатационных характеристик в реальном масштабе времени. Организована система подготовки рабочих кадров на базе Сморгонского ПТУ-128.

## Продукция
- Низкопрофильные тракторы «Беларус-921» и модификации, мини-трактора «Беларус-132Н», «Беларус-152» и мотоблоки «Беларус-09Н».
- Коммунальная техника на шасси колёсных тракторов ПО МТЗ (уборочная машина «Беларус-82МК», уборочно-погрузочная машина «Беларус МУП-750»).
- Навесные агротехнические и коммунальные приспособления (культиваторы, плуги, окучники, фрезы, бороны, механизированные косилки, грабли, щётки, бульдозерные приспособления, снегоочистители и пр.).
- Грузовые прицепы для легковых автомобилей и мотоблоков.
- Комплекты унифицированных деталей и узлов для тракторов МТЗ.